# 日本農業機械工業会
一般社団法人日本農業機械工業会（にほんのうぎょうきかいこうぎょうかい、略称：日農工、英語表記：Japan Agricultural Machinery Manufacturers Association.）は、日本の農業機械製造企業をおもに会員とする業界団体。元経済産業省所管。

## 組織・人事
- 会長（代表理事）
  - 木股昌俊（株式会社クボタ　代表取締役会長）
- 副会長
  - 北岡裕章（ヤンマーアグリ株式会社　取締役相談役）
  - 冨安司郎（井関農機株式会社　代表取締役社長執行役員
  - 田中章雄（三菱マヒンドラ農機株式会社　ＣＥＯ代表取締役社長）
  - 藤森秀一（カンリウ工業株式会社　代表取締役社長）
  - 包行均（株式会社筑水キャニコム　代表取締役会長）
  - 永尾慶昭（株式会社やまびこ　代表取締役社長執行役員）
- 専務理事（業務執行理事）
  - 田村敏彦
- 常務理事
  - 川口尚

## 所在地
〒105-0011　東京都港区芝公園3-5-8 機械振興会館

## 沿革
- 1939年6月2日　設立
- 1967年2月1日　社団法人に改組

## 関連団体
- 日本産業機械工業会
- 日本農業機械化協会